# Rocca dei Rossi (Roccabianca)
Die Rocca dei Rossi, auch Castello di Roccabianca genannt, ist eine mittelalterliche Niederungsburg in Roccabianca in der italienischen Region Emilia-Romagna. Sie liegt an der Piazza Garibaldi 5.

## Geschichte
Die erste Burg zur Verteidigung des Territoriums, auf dem heute das Dorf Roccabianca steht, wurde im 12. Jahrhundert errichtet, aber nicht an der heutigen Stelle, sondern in der Nähe des heutigen Ortsteils Fossa. Der Ort, der damals „Rezinoldo“ oder „Arzenoldo“ genannt wurde, gehörte 1189 Oberto Pallavicino, der vom Kaiser des Heiligen Römischen Reiches, Friedrich Barbarossa, in das Lehen investiert wurde. Die Gegend aber wurde auch von der Familie Rossi, den Herren von San Secondo, beansprucht, denen 1413 vom Kaiser Sigismund das Castello die Rezinoldo zugesprochen wurde. Drei Jahre später eroberte Antonio Pallavicino die Festung zurück und ließ sie vollständig zerstören.
Um den jahrzehntelangen Streit zwischen den Rossis und den Pallavicini zu schlichten, investierte der Herzog von Mailand, Francesco I. Sforza, erstere 1449 offiziell in das Lehen. Im Folgejahr ließ Pier Maria II. de’ Rossi, der Graf von San Secondo, mit den Arbeiten zum Bau der neuen, imposanten Festung beginnen, die um 1465 abgeschlossen wurden. Die Burg wurde von da ab „Roccabianca“ genannt, vermutlich zu Ehren von Bianca Pellegrini, der Geliebten des Condottiere, die sie 1467 als Geschenk erhielt, auch wenn einige Geschichtswissenschaftler einwenden, der Name leite sich aus der Färbung des Putzes ab, der seit damals die Fassade bedecke.
Um 1480 wandelte sich das für Pier Maria II. de’ Rossi günstige Klima beträchtlich, vor allen Dingen in Folge der Machtergreifung im Herzogtum Mailand durch Ludovico Sforza, der sich mit den Pallavicini und den Sanvitales verbündete. Mit Blick auf die Streitigkeiten ließ der Graf seine zahlreichen Burgen befestigen, aber dieser Eingriff war nicht ausreichend. 1482, im sogenannten Krieg der Rossis, wurde auch die Burg von Roccabianca angegriffen und kapitulierte, ohne großen Schaden zu erleiden, am 25. Juli desselben Jahres. Ludovico Sforza verlehnte das Lehen anschließend an den Markgrafen Gianfrancesco I. Pallavicino.
In den folgenden Jahrzehnten wurde die Burg verschiedentlich angegriffen. Insbesondere Troilo I. de’ Rossi und seine Nachfahren versuchten vergeblich, sich wieder in Besitz der Burg zu bringen, die ihrem Großvater gehört hatte, inzwischen aber 1524 in die Hände der Grafen Rangoni gefallen war, die sie fast ununterbrochen bis 1762 in ihrem Besitz hielten. 1785 wies die herzogliche Liegenschaftsverwaltung in Parma sie wieder den Pallavicini zu, aber schon 1832 forderte die Herzogin Marie-Louise ihre Rückgabe und gewährte den Nießbrauch einem Zweig der der bekannten Familie Pallavicini.
1901 kaufte die Familie Facchi aus Brescia die Burg; 1968 verkauften sie sie vollkommen ohne Einrichtung an den Kavalier Mario Scaltriti, der die Räumlichkeiten zur Reifung der Spirituosen nutzte, die in seiner benachbarten Firma hergestellt wurden. Später bemerkte man die bedeutenden Fresken, die unter den im Laufe der Jahrhunderte hinzugefügten Farbschichten verborgen waren; der neue Eigentümer leitet die Rettung und die erhaltende Restaurierung ein. Er beseitigte die Fässer aus den wichtigsten Sälen und 2003 entschied er sich, die Burg für die Öffentlichkeit zugänglich zu machen.

## Beschreibung

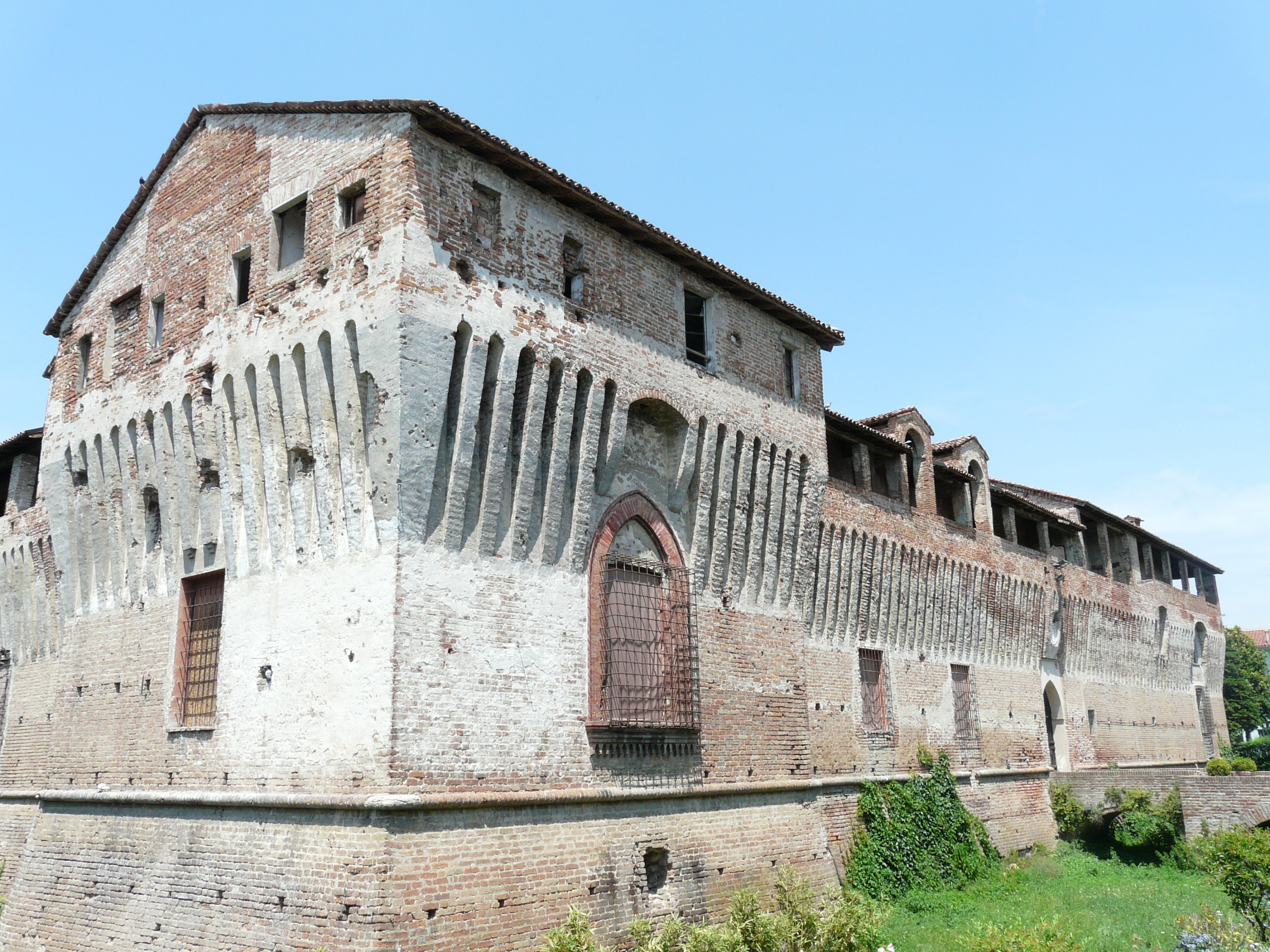
Hauptfassade

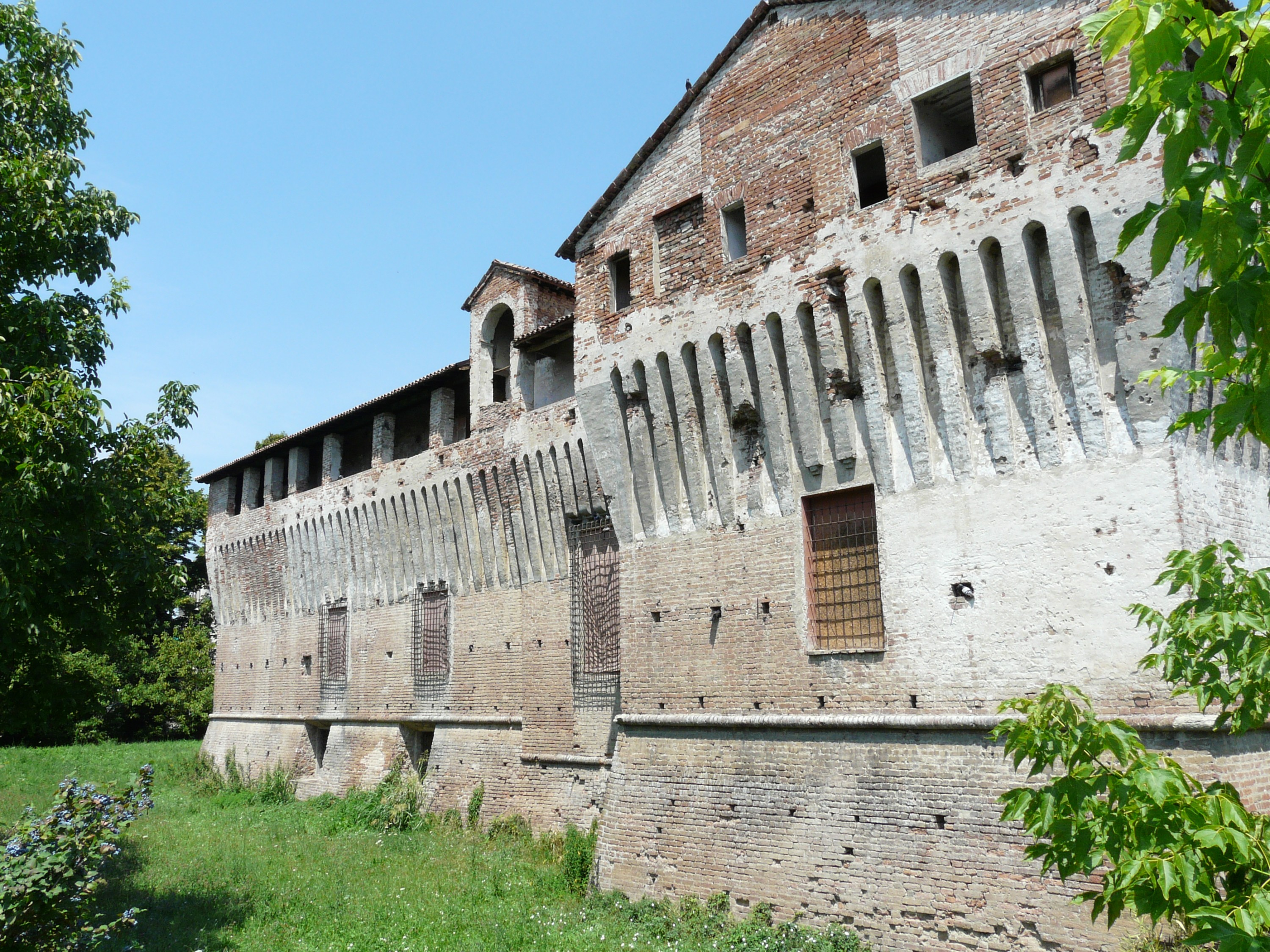
Südwestseite

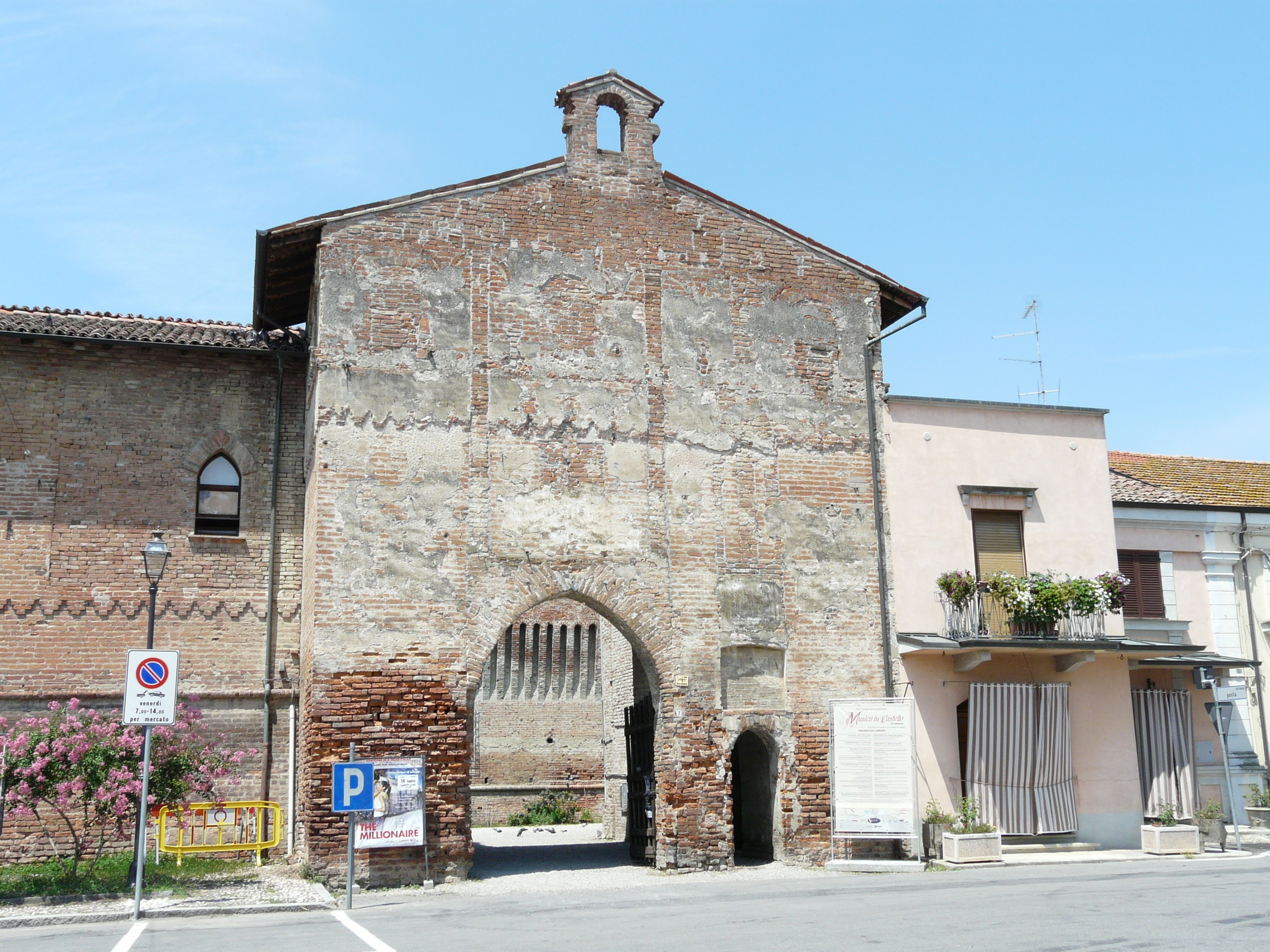
Das alte Ravelin über dem äußeren Eingang

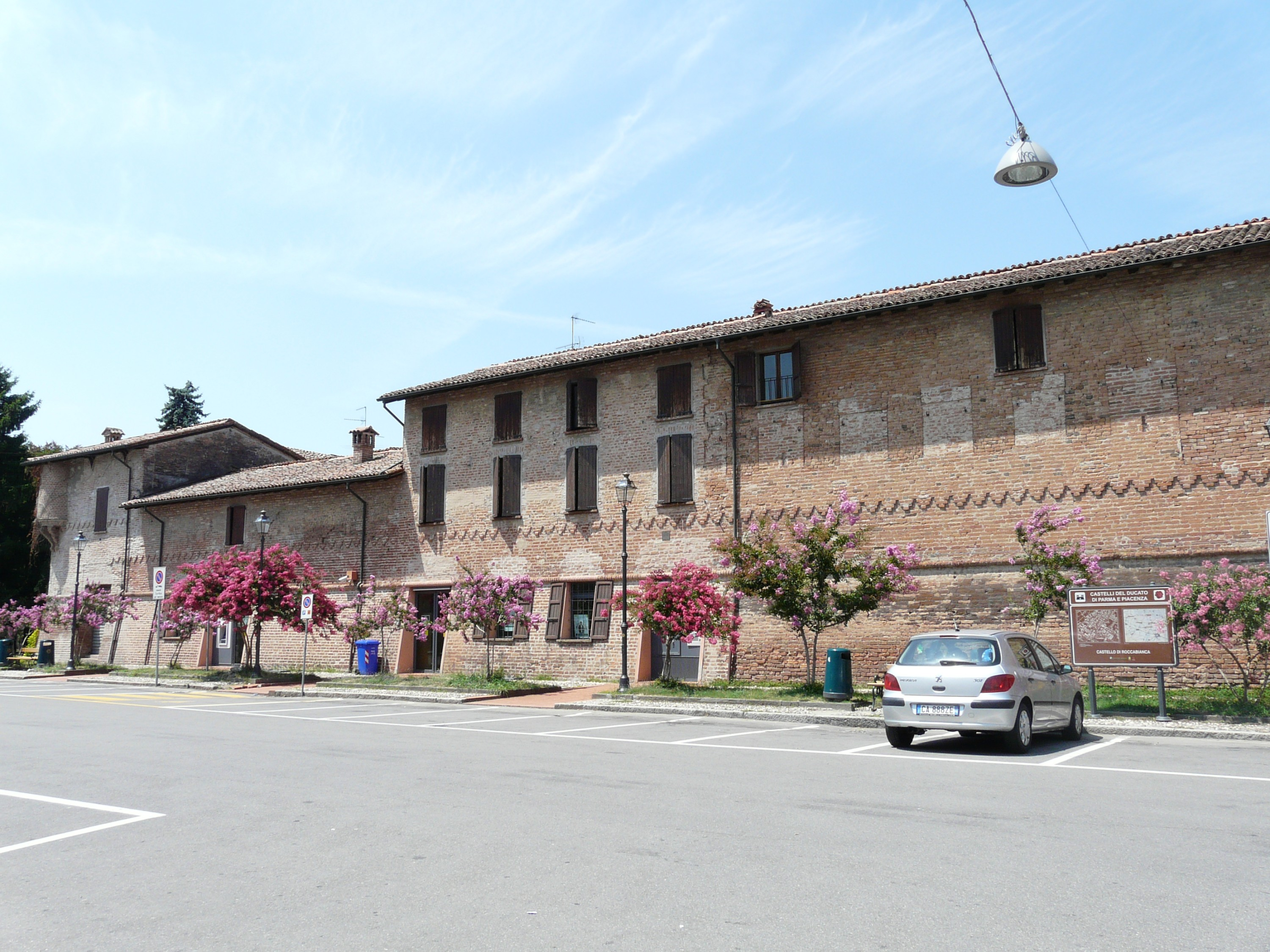
Die Reste der äußeren Mauern

Die Burg, die das Ergebnis vieler Erweiterungen und Umbauten über die Jahrhunderte ist, hat einen rechteckigen Grundriss und ist um einen Innenhof in der Mitte herum gebaut; die potente Masse des Bergfriedes dominiert sie. Sie ist vollständig mit einem Burggraben umgeben und hat zwei imposante Ecktürme, die an der Nord- und der Südecke hervorspringen.
Auf der Südostseite liegen vor der Burg die Reste des alten, äußeren Mauerrings aus Ziegeln mit angeschrägter Basis; auf der Südseite kann man sie noch perfekt unterscheiden, obwohl sie in private Wohnhäuser integriert wurden, die im Laufe der Jahrhunderte angebaut wurden. Das dekorative Motiv aus Ziegeln, das entlang der Außenmauern verläuft, ist noch vollständig erhalten, während die Zinnen, die sie ursprünglich krönten, nur noch teilweise im Inneren des Mittelteils der Mauer sichtbar sind. In der Mitte erhebt sich auch noch das alte Ravelin, das zum Schutz des breiten Spitzbogeneingangs errichtet worden war. Im Außenbereich fand sich ursprünglich ein zweiter Graben, der aber 1890 aufgefüllt wurde.
Die Ziegelfassaden der Burg, die teilweise weiß gekalkt sind, zeigen deutlich den starken, defensiven Charakter des Gebäudes mit angeschrägter Basis, das sehr reich an Konsolen mit Regenabläufen ist. Loggien öffnen sich oben an den Fassaden, sowohl an der Front, wie auch an den Seiten, während in der Mitte der Frontfassade das Spitzbogenportal liegt, über dem ein Medaillon aus weißem Marmor angebracht ist, auf dem das Wappen der Rangoni-Pallavicini abgebildet ist. Heut liegt vor dem Eingang eine kleine Brücke aus Mauerziegeln, die die Zugbrücke ersetzte, deren frühere Existenz man an den beiden Maueraussparungen erkennt, die die Bolzen aufnahmen.
Im Innenhof erhebt sich gegenüber dem Eingang in außermittiger Position der massive, zweigeschossige Bergfried, dessen Spitze die gesamte, umgebende Ebene überblickt. Der breite Hof, dessen Umfassungswände heute fast vollständig von einer dichten, grünen Mauer aus Weinreben bedeckt sind, ist durch zahlreiche Fenster ohne bestimmte Ordnung gekennzeichnet, die sich zu ihm hin öffnen und aus verschiedenen Epochen stammen. Die Innenfassaden sind nach oben durch massive, vorspringende Traufgesimse abgeschlossen.

### Ehrenportikus
Auf der Ostseite liegt im Innenhof der Ehrenportikus, der aus einer breiten Kolonnade aus Mauerziegeln mit würfelförmigen Kapitellen besteht, die von drei breiten Rundbögen gestützt werden. Die Wände und das Kreuzgewölbe sind mit wertvollen Fresken aus dem 15. Jahrhundert dekoriert, die bei den Restaurierungsarbeiten im Jahre 2002 entdeckt wurden und die Wappen von Pier Maria II. de’ Rossi und Bianca Pellegrini zeigen, die teilweise von den Emblemen der Pallavicini verdeckt sind. Diese Wappen befinden sich im Inneren von Pflanzenverflechtungen, darunter viele Mispeln, die als Symbol für liebende Treue gelten. Sie sind durch Bänder verbunden, auf denen das Motto „Obwohl unreif, jetzt süßer als reif“ steht.

### Innenräume

#### Sala di Griselda

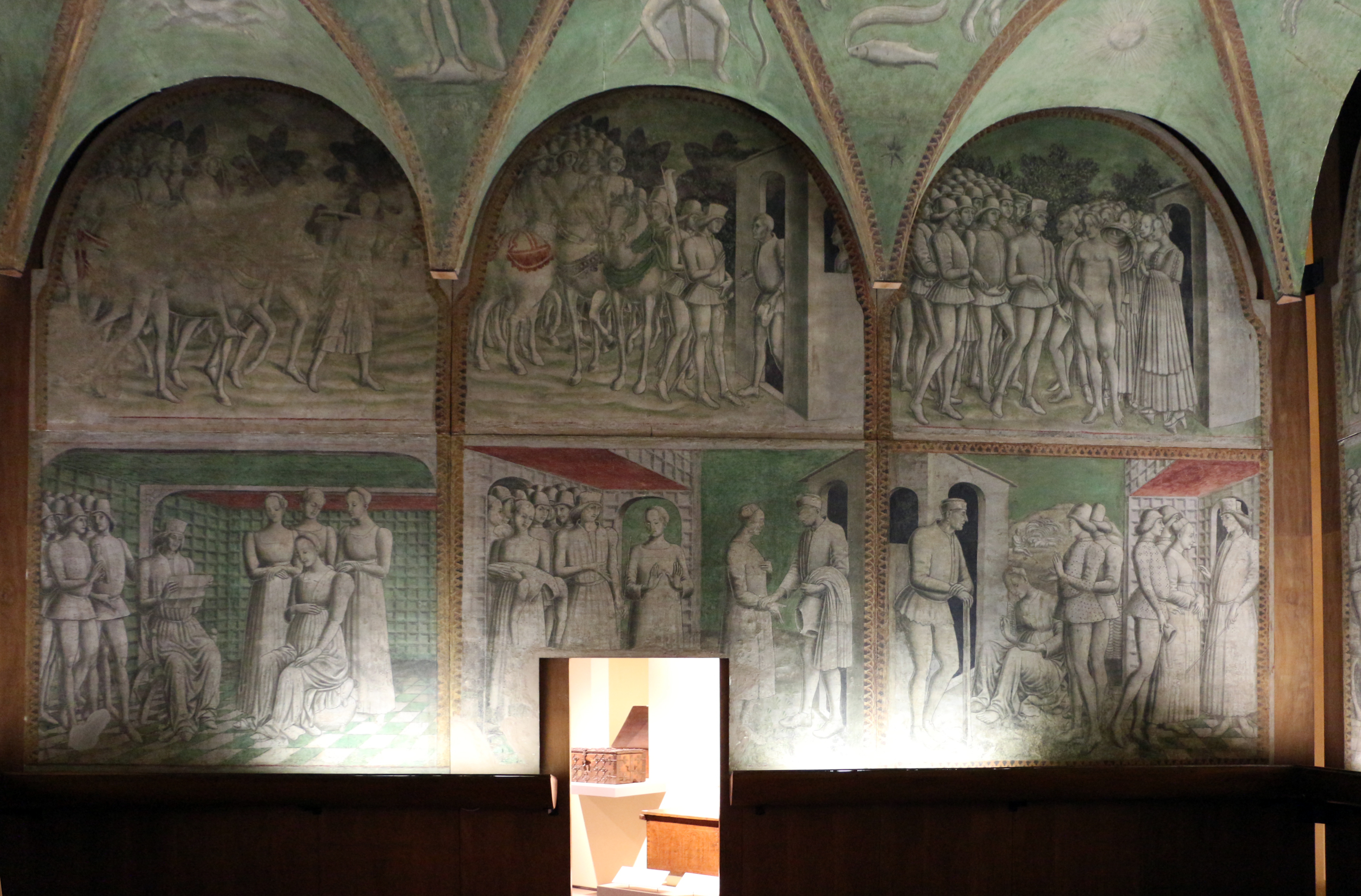
Fresken im Sala di Grisalda im Castello Sforzesco in Mailand

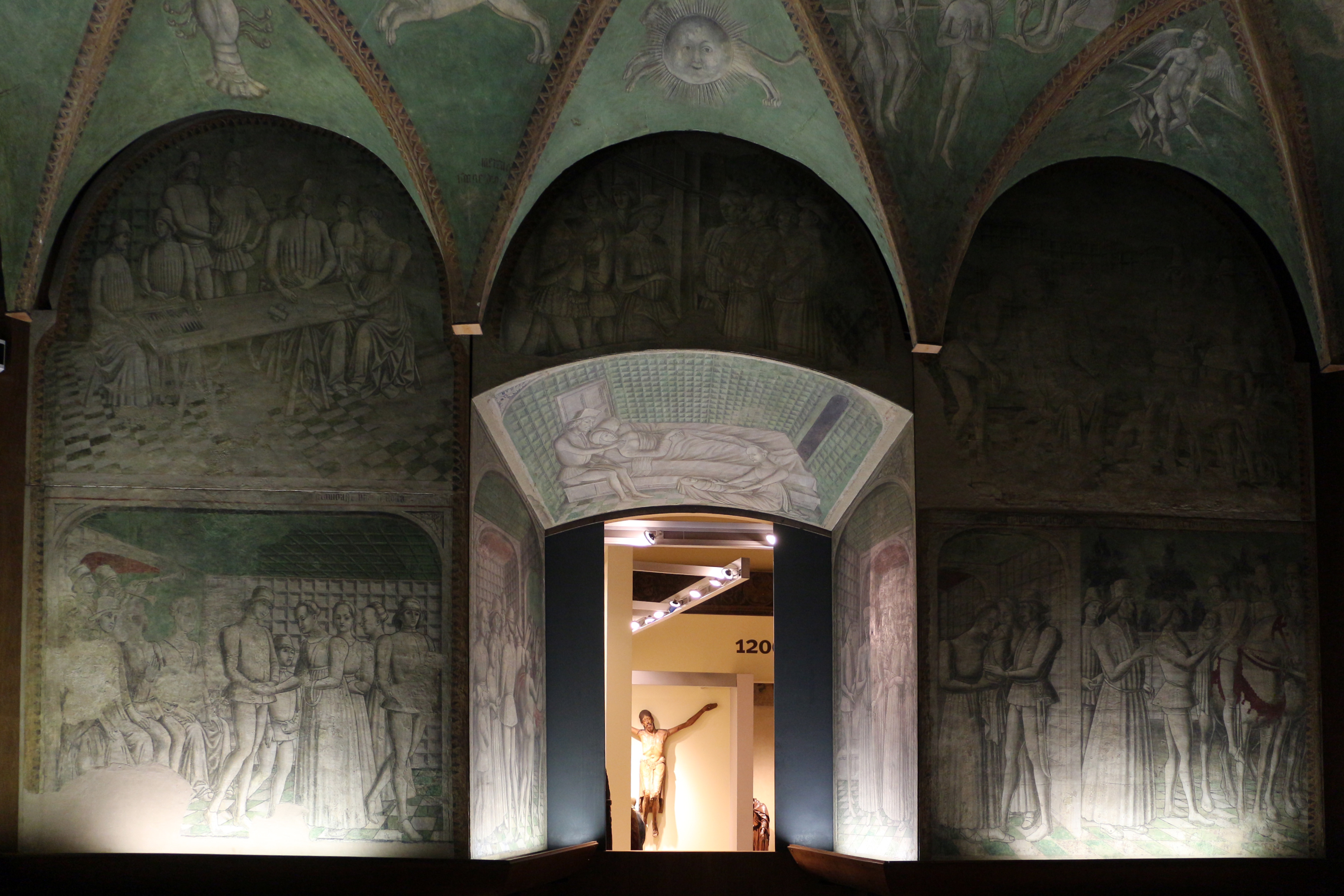
Fresken im Sala di Grisalda im Castello Sforzesco in Mailand

Vom Portikus aus gelangt man in die Sala di Griselda im Inneren des Südostturmes, dessen Wände mit einem Freskenzyklus um das Thema der hundertsten Geschichte des Decamerone von Giovanni Boccaccio bedeckt sind, der die fiktive Geschichte von Griselda, einer bescheidenen Bäuerin, die Gualtieri, den Markgrafen von Saluzzo, heiratete und ihm trotz der harten psychischen Proben, denen sie unterworfen wurde, immer Loyalität und Treue zeigte. Die 24 Szenen, die heute zu sehen sind, wurden zwischen 1997 und 1999 von Gabeiele Calzetti, einem Maler aus Fidenza, als exakte Kopie der Originale geschaffen, die zur Zeit des Baus der Burg vielleicht von Nicolò da Varallo (oder nach anderer Auffassung von Francesco Tacconi) gemalt wurden; Diese Originale wurden 1897 entfernt und in das Castello Sforzesco in Mailand gebracht, wo man sie heute noch findet.
Dasselbe Schicksal traf die Fresken, die das Gewölbe mit Lünetten an der Decke des Saales bedeckten und einen astrologischen Zyklus zeigten, der einigen Interpretationen zufolge das Horoskop von Pier Maria II. de’ Rossi darstellen sollte, wogegen laut einiger Studien aus dem Jahre 2006 es eher eine astrologische Karte mesopotamischen Ursprungs sein sollte.

#### Sala dei Feudi
Der Raum im Erdgeschoss zeigt, wie die beiden angrenzenden Räume, eine bemerkenswerte, bemalte Holzbalkendecke mit einem Fries aus Fresken darunter. Die Verzierungen, die heute teilweise beschädigt sind, wurden im 17. Jahrhundert von einem unbekannten Künstler aus der Emilia im Auftrag der Rangonis geschaffen.
Die Darstellungen an den Wänden zeigen eine Reihe von Ansichten der befestigten Siedlungen und Burgen, die damals der Adelsfamilie aus Modena gehörten, im Wechsel mit Gruppen von Putten und Karyatiden, die kirchliche Fahnen und Wappen bedeutender Mitglieder der Familie tragen.

#### Sala dei Paesaggi
Der Raum, der dem vorhergehenden ähnelt, zeigt auch eine bemalte Holzbalkendecke mit umlaufendem Fries, aber mit einem anderen Thema der Abbildungen: Dort sind reale und fiktive Landschaften von Land und Meer, im Wechsel mit Engeln, gemalt. Darüber hinaus sieht auf den beiden kurzen Wänden, sozusagen als Stützen der Balken, Bilder sich verneigender Engel, wogegen auf den Längsseiten die Wappen der Rangoni Farnese zu erkennen sind.
Ebenfalls bereichern einige wertvolle Gemälde den Saal, die die letzten Besitzer anbringen ließen, darunter das Porträts des Herzogs Antonio Farnese von Ilario Spolverini, das des Königs Philipp V. von Spanien, das seiner Gattin Elisabetta Farnese und das von Maria d’Aviz.

#### Sala delle Allegorie oder Sala dei Quattro Elementi
Der dritte Raum auf der Südseite hat, wie die anderen beiden, eine bemalte Holzbalkendecke mit umlaufenden Fries, der Ansichten realer und fiktiver Landschaften und Jagdszenen zeigt. Hervor stechen darüber hinaus die allegorischen Abbildungen der vier Elemente: Erde, Wasser, Luft und Feuer. Schließlich zeigt sich im Inneren eines Deckengemäldes die Allegorie des Schicksals, die ein Wappen der Rangonis stützt.
Auch weitere wertvolle Gemälde bereichern den Saal, darunter das Porträt der Margarethe von Parma von der Schule von Ilario Spolverini, das von Margherita de’ Medici, das von Margarete Jolande von Savoyen und das von Enrichetta d’Este.

#### Sala Rangoni
An der Nordwestecke der Burg liegt im Erdgeschoss die Sala Rangoni, deren Wände und Decke mit Muschelstuck und Landschaftsfresken aus dem 16. und 17. Jahrhundert dekoriert sind. Unter den Lünetten, die vom Gewölbe überspannt werden, ist die über dem breiten Fenster die wertvollste, die die „Madonna mit dem Kind und einem kleinen Spender“ zeigt und wahrscheinlich in der ersten Hälfte des 16. Jahrhunderts von einem unbekannten Künstler geschaffen wurde.

#### Säle im Obergeschoss
Im Obergeschoss gibt es vier Säle, die mit antiken Möbeln und hölzernen Kassettendecken ausgestattet sind.
Den Salone del Camino, in dem ursprünglich das Hoftheater untergebracht war, dominiert ein großer, offener Kamin aus Terrakotta. An den Wänden sind drei große Gemälde aufgehängt, die Anfang des 18. Jahrhunderts, vermutlich von Stefano Maria Legnani, geschaffen wurden. Auf ihnen sind abgebildet: „Judith wird vom Volk von Bethulia gefeiert“, „Judith präsentiert Holufernes“ und „Judith schlägt dem Holufernes den Kopf ab“.
Ein weiterer Raum hat eine bemalte Holzbalkendecke, die im 16. oder 17. Jahrhundert realisiert wurde, wogegen sich im äußersten Saal eine Sammlung antiker Kupferutensilien befindet.

### Keller
Die großen, unterirdischen Räume mit Kreuzgewölbedecken waren ursprünglich als Stallungen gedacht. Heute dienen die Keller des Bergfrieds als Würzräume für den Culatello und anderes, gepökeltes Fleisch. Der Bottichraum wird dagegen von zwei Fässern eingenommen, wogegen die Keller der Burg zur Reifung des Aceto balsamico in Eichenfässern und darüber hinaus der Spirituosen dienen.

### Besucherrundgang
Seit 2003 ist die Burg öffentlich zugänglich und wurde zu einem Teil des Circuito dei Castelli der Associazione dei Castelli del Ducato di Parma, Piacenza e Pontremoli.
Zu besichtigen sind außer dem Innenhof mit dem Ehrenportikus die Sala di Griselda, die Sala dei Feudi, die Sala dei Paesaggi, die Sala dei Quattro Elementi, der Keller des Bergfrieds, der Bergfried selbst, die Sala dei Tini, die Sala Rangoni, die anderen Keller, der Verkostungsraum, das Destilleriemuseum und schließlich vier Räume im Obergeschoss, darunter der Salone del Camino.